# Pidonia testacea
Pidonia testacea là một loài bọ cánh cứng trong họ Cerambycidae.